# 401
| Calendário gregoriano                                                        | 401 CDI                         |
| Ab urbe condita                                                              | 1154                            |
| Calendário arménio                                                           | -151 – -150                     |
| Calendário bahá'í                                                            | -1443 – -1442                   |
| Calendário budista                                                           | 945                             |
| Calendário chinês                                                            | 3097 – 3098                     |
| Calendário copta                                                             | 117 – 118                       |
| Calendário etíope                                                            | 393 – 394                       |
| Calendários hindus - Vikram Samvat - Calendário nacional indiano - Cáli Iuga | 456 – 457 322 – 323 3501 – 3502 |
| Calendário Holoceno                                                          | 10401                           |
| Calendário islâmico                                                          | 228 BH – 227 BH                 |
| Calendário judaico                                                           | 4161 – 4162                     |
| Calendário persa                                                             | 221 BP – 220 BP                 |
| Calendário rúnico                                                            | 651                             |
| Calendário solar tailandês                                                   | 944                             |

401 (CDI, na numeração romana)  foi um ano comum, o primeiro do século V do Calendário Juliano, da Era de Cristo, e a sua letra dominical foi F (52 semanas), teve início a uma terça-feira e terminou também a uma terça-feira.
| Ano completo                       |
| ---------------------------------- |
| Ano comum com início à terça-feira |

## Eventos
- Abril - Mais antigo registro da chuva de meteoros Eta Aquáridas.[1]
- 22 de Dezembro - É eleito o Papa Inocêncio I, 40º papa, que sucedeu ao Papa Anastácio I.

## Mortes
- 19 de Dezembro - Papa Anastácio I, 39º papa.